# کلندر من
کلندر من (به انگلیسی: Calendar Man) با نام اصلی جولین گریگوری دِی، یک شخصیت خیالی ابرشرور در کتاب‌های کامیک آمریکایی منتشر شده توسط دی‌سی کامیکس است که اغلب به عنوان دشمن شخصیت ابرقهرمان بتمن به‌شمار می‌رود. این شخصیت توسط نویسنده بیل فینگر و طراح شلدون مولداف خلق شده‌است که برای اولین بار در مجموعه کمیک‌های کارآگاهی (سپتامبر ۱۹۵۸) حضور پیدا کرد. او برای ارتکاب جرایم مرتبط با تعطیلات، عید یا تاریخ‌های تقویمی مهم شناخته شده‌است. او اغلب لباس‌های خود را با تاریخ جرم‌های مقرر تطبیق می‌دهد.